# Acid veratric

Acid veratric

Acidul veratric se obține prin metilarea și oxidarea consecutivă a acidului protocatecuic. Este, de asemenea, prezent în semințele de Schoenocaulon officinale (Sabadilla officinarum).